# 15 días
15 días (2000) es un cortometraje español del género comedia dirigido por Rodrigo Cortés y protagonizado por Susana García Díez y Oscar Rodríguez.

## Sinopsis
15 días se cuenta en clave de falso documental, narrando la historia de Cástor, un personaje que cimentaba su existencia y supervivencia en la utilización de los periodos de pruebas de los objetos de consumo con derecho a devolución.

## Elenco
- Oscar Rodríguez como Cástor.
- Susana García Díez como Lola.
- Álvaro Iglesias como Cástor niño.
- José María del Río como Narrador.
- Rodrigo Cortés como Rubén Salas.

## Recepción
15 días fue recibido con críticas generalmente positivas, lo que le valdría una nominación a los Premios Goya como mejor cortometraje y que en menos de dos años conseguiría más de 50 galardones en reconocimientos nacionales e internacionales, convirtiéndose en uno de los cortometrajes más laureados en la historia del cine español.